# Eduardo Moses
Pour les articles homonymes, voir Moses.
Eduardo Moses Guzmán est un footballeur mexicain né le 14 mai 1958 à Tampico. 

## Carrière
- 1975-1978 : Club de Fútbol Monterrey ( Mexique)
- 1978-1979 : Jaibos Tampico Madero ( Mexique)
- 1979-1986 : CF Atlante ( Mexique)
- 1986-1987 : Jaibos Tampico Madero ( Mexique)
- 1987-1989 : CF Atlante ( Mexique)
- 1989-1991 : Club Deportivo Tiburones Rojos de Veracruz ( Mexique)

## Palmarès
- Ligue des champions de la CONCACAF : 1983